# Carola Rackete
Carola Rackete (Preetz, 1988) é uma capitã alemã . Ela é conhecida por ter forçado o bloqueio italiano em junho de 2019, no comando do navio humanitário Sea-Watch 3, depois do que foi presa por supostamente ajudar na imigração ilegal à Europa.

## Biografia

### Estudos e expedições científicas
Carola Rackete nasceu em Preetz, perto de Kiel, no norte da Alemanha e cresceu em Hambühren (Baixa Saxônia).
Após formar-se em ciências náuticas na Universidade de Jade em Elsfleth, na Baixa Saxônia, ela navegou por dois anos por expedições científicas pelo Ártico e Antártida como parte das ações do Instituto Alemão Alfred Wegener para a Pesquisa Polar e Marinha. Ela trabalhou brevemente para uma companhia de cruzeiros de luxo, depois acompanhou um navio oceanográfico do Greenpeace e finalmente fez serviço voluntário europeu dentro do Parque Natural dos Vulcões de Kamchatka, antes de retornar aos estudos em 2015 e obter um mestrado em gestão ambiental. na Edge Hill University (Inglaterra). Carola Rackete trabalhou alguns meses para o British Antarctic Survey, que conduz pesquisas científicas na Antártica, antes de se envolver em trabalho humanitário.

### Atuação humanitária
Ela participou pela primeira vez em junho de 2016 de uma missão de resgate no mar de migrantes no Mediterrâneo com a ONG humanitária alemã Sea-Watch.
Em 2018, Carola Rackete também participou de buscas por naufragados de um avião, o Hummingbird, para a ONG francesa Pilotes Volunteers.

### Caso dos imigrantes na Itália
Em 12 de junho de 2019, enquanto comandava o Sea-Watch 3, o navio usado pela ONG Sea-Watch, este resgatou 53 pessoas em um barco inflável flutuante em alto mar. Carola Rackete decidiu não seguir as ordens da guarda costeira da Líbia que queriam desembarcar os sobreviventes em Trípoli, sob a alegação de que a capital da Líbia, como todo o país, não é considerada pela ONU como um país seguro para sobreviventes, segundo a lei do mar. Ela dirigiu o Sea-Watch 3 para a ilha italiana de Lampedusa, mas o governo italiano e seu ministro do interior, Matteo Salvini, proíbiram que o navio entrasse na área marítima nacional, recusando-se a receber os sobreviventes, com exceção de onze deles.
Após um recurso sem sucesso ao Tribunal Europeu dos Direitos Humanos e enquanto o bloqueio do navio humanitário estava no centro da atenção da mídia europeia, Carola Rackete decidiu em 26 de junho forçar o bloqueio italiano. O Sea-Watch 3, com cerca de dez membros na tripulação e 42 imigrantes, entrou nas águas italianas apesar das ordens da polícia alfandegária e foi para o porto de Lampedusa. Ela explicou: 
Não me importa como se chega a uma situação emergencial. Os bombeiros não se importam, os hospitais não se importam, o direito marítimo não se importa. Se você precisa ser socorrido, todos têm o dever de te socorrer.
Essa ação representou um risco legal para a capitã (multa potencial de 50 mil euros e até quinze anos de prisão), bem como para o navio (confisco) devido a um decreto de Matteo Salvini que entrou em vigor no início de junho. A posição de Carola Rackete foi entendida como controversa, especialmente na Itália, onde parte da mídia e do público expressaram sua admiração por seu comprometimento humanitário, enquanto a outra parte criticou com sua atitude. O Ministro Matteo Salvini disse depois que ela forçou o bloqueio   : 
Quem não se importa com as regras deve responder a isso. É isso que digo a essa criadora de confusões que comanda o Sea-Watch, que faz política por sobre os pobres imigrantes, pagada sabe-se lá por quem.
Rackete entrou sem autorização no porto de Lampedusa, na noite de 28 para  29 de junho  e foi presa por supostamente ajudar a imigração ilegal e pelo não cumprimento da ordem de um navio militar italiano de não entrar em águas territoriais italianas. Ela foi colocada em prisão domiciliária em Lampedusa. O chefe da diplomacia alemã Heiko Maas pediu imediatamente um esclarecimento rápido em relação às acusações contra ela e disse que o salvamento no mar é uma obrigação, antes de declarar na segunda-feira, 1º de julho, que ela tinha de ser solta.